# Санчина (Леко)
Санчина је насеље у Италији у округу Леко, региону Ломбардија.
Према процени из 2011. у насељу је живело 114 становника. Насеље се налази на надморској висини од 363 м.